# Les Friction (album)
Les Friction – pierwszy album amerykańskiej grupy Les Friction, wydany w 2012 roku.

## Lista utworów
1. Louder than Words - 4:44
2. Torture (feat. Bruce Watson) - 5:03
3. What You Need - 3:31
4. Here Comes the Reign - 3:45
5. World on Fire - 3:50
6. Save Your Life - 3:08
7. Sunday - 3:36
8. String Theory - 4:05
9. Come Back to Me (feat. Emily Valentine) - 3:51